# خسرو بختيار
مخدوم خسرو بختيار (بالأردوية: مخدوم خسرو بختیار)‏؛ (7 يوليو 1969 - ) سياسي باكستاني يشغل حاليًا منصب الوزير الاتحادي للأمن الغذائي والبحوث الوطنية منذ 19 نوفمبر 2019 في حكومة عمران خان. شغل سابقًا منصب وزير اتحادي للتخطيط والتطوير والإصلاحات من 20 أغسطس 2018 إلى 18 نوفمبر 2019. وهو عضو في المجلس الوطني الباكستاني منذ أغسطس 2018.
وكان سابقًا عضوًا في الجمعية الإقليمية للبنجاب من 1997 إلى 1999. وكان عضوًا في المجلس الوطني الباكستاني من 2002 إلى 2007، ومرة أخرى من يونيو 2013 إلى أبريل 2018. وخلال فترة ولايته الأولى كعضو في المجلس الوطني الباكستاني، شغل منصب وزير الدولة للشؤون الخارجية من سبتمبر 2004 إلى نوفمبر 2007 في مجلس الوزراء الاتحادي لرئيس الوزراء شوكت عزيز.